# Maria Tatar
Pour les articles homonymes, voir Tatar (homonymie).
Maria Tatar, née en 1945, est une universitaire américaine, spécialisée dans les domaines de la littérature d'enfance et de jeunesse, la littérature allemande et le folklore,.

## Œuvres
- (en) The Hard Facts of the Grimms Fairy Tales, Princeton UP, 1987 Lire sur Google Books
- (en) Off With Their Heads! Fairy Tales and the Culture of Childhood, Princeton UP, 1993
- (en) The Annotated Classic Fairy Tales, W. W. Norton, décembre 2002 (ISBN 0-393-05163-3)
- (en) Enchanted Hunters: The Power of Stories in Childhood, W. W. Norton, avril 2009